# Публій Валерій Публікола (консул 352 до н. е.)
Пу́блій Вале́рій Публі́кола (лат. Publius Valerius Poplicola; ? — після 332 до н. е.) — політичний і військовий діяч часів Римської республіки, консул 352 року до н. е.

## Життєпис
Походив з патриціанського роду Валеріїв. Син Публія Валерія Публіколи, молодшого брата Луція Валерія Публіколи, 5-кратного військового трибуна з консульською владою. Про молоді роки нічого невідомо. 
У 352 році до н. е. його було обрано консулом разом з Гаєм Марцієм Рутілом. Під час своєї каденції разом з колегою провів ревізію боргів римських громадян. Через посилкові чутки про атаку етрусків римській сенат передав повноваження диктатору Гаю Юлію Юлу.
У 350 році до н. е. його було обрано претором. На цій посаді займався збором та комплектацію війська задля війни проти галлів з Піцену. Про його участь у битвах невідомі. Війна завершилася перемогою римлян на чолі із консулом Луцієм Корнелієм Сципіоном.
У 344 році до н. е. його було призначено диктатором для здійснення загальних молитов та священних урочистостей у храмі Юнони Монети з огляду на падіння каміння (ймовірно боліди або рештки метеорів) на околиці Рима. У 332 році до н. е. диктатор Марк Папірій Красс призначив його своїм заступником — начальником кінноти. 
Подальша доля Публія Валерія Публіколи невідома.